# 斯庫德岩
斯庫德岩（英語：Scud Rock），是南極洲的岩石，位於葛拉漢地，處於穆迪角以南7公里的茹安維爾島東端，由英國南極名稱諮詢委員會命名，現時由南極條約體系管理。